# Super Bowl LVI
Der Super Bowl LVI war der 56. Super Bowl, das Endspiel der Saison 2021 der National Football League (NFL) im American Football. Das Spiel wurde am 13. Februar 2022 ab 15:30 Uhr Ortszeit (14. Februar, 0:30 Uhr MEZ) im SoFi Stadium in Inglewood, Kalifornien, zwischen den Cincinnati Bengals und den Los Angeles Rams ausgetragen. Die Rams gewannen das Spiel mit 23:20 und holten damit nach dem Super Bowl XXXIV ihren zweiten Super-Bowl-Sieg.

## Austragungsort
Für die Austragung des Super Bowl LVI gab es nicht den bis dahin üblichen Bewerbungsprozess. Am 24. Mai 2016 wurde ursprünglich der Super Bowl LV an das geplante neue Stadion in Inglewood, Kalifornien vergeben. Aufgrund von Verzögerungen bei der Fertigstellung des Stadionneubaus in Inglewood wurde am 23. Mai 2017 beschlossen, den Super Bowl LV nach Tampa zu vergeben und den Super Bowl LVI im Jahr 2022 in Inglewood auszutragen.

## Weg zum Super Bowl
Mit den Cincinnati Bengals, die die American Football Conference (AFC) mit einer Bilanz von 10–7 gewannen, und den Los Angeles Rams, die die National Football Conference (NFC) mit einer Bilanz von 12–5 für sich entschieden, zogen jeweils die beiden an vierter Position gesetzten Teams aus beiden Conferences in den Super Bowl ein. Die beiden Nummer-1-Seeds, die Tennessee Titans (12–5) in der AFC sowie die Green Bay Packers (13–4) in der NFC, schieden bereits in der Divisional Round aus. Die Tampa Bay Buccaneers, im Vorjahr der Sieger im Super Bowl LV, scheiterten in der Divisional Round an den Los Angeles Rams.
Die Rams zogen nach der Niederlage im Super Bowl LIII gegen die New England Patriots nach drei Jahren wieder in den Super Bowl ein, während die Cincinnati Bengals zuletzt bei ihrer Niederlage im Super Bowl XXIII 33 Jahre zuvor das Endspiel erreicht hatten. Den Los Angeles Rams gelang damit als zweitem Team der Einzug in einen Super Bowl im eigenen Stadion. Dieses Kunststück gelang bisher nur den Tampa Bay Buccaneers, die erst im Vorjahr im heimischen Stadion um den Titel spielten.

### Cincinnati Bengals
| AFC North           | AFC North | AFC North | AFC North | AFC North | AFC North | AFC North | AFC North | AFC North | AFC North | AFC North |
| Team                | S         | N         | U         | SQ        | P+        | P−        | Diff.     | DIV       | CONF      | Serie     |
| ------------------- | --------- | --------- | --------- | --------- | --------- | --------- | --------- | --------- | --------- | --------- |
| Cincinnati Bengals  | 10        | 7         | 0         | 0,588     | 460       | 376       | +84       | 4–2       | 8–4       | 1N        |
| Pittsburgh Steelers | 9         | 7         | 1         | 0,559     | 343       | 398       | −55       | 4–2       | 7–5       | 2S        |
| Cleveland Browns    | 8         | 9         | 0         | 0,471     | 349       | 371       | −22       | 3–3       | 5–7       | 1S        |
| Baltimore Ravens    | 8         | 9         | 0         | 0,471     | 387       | 392       | 0−5       | 1–5       | 5–7       | 6N        |

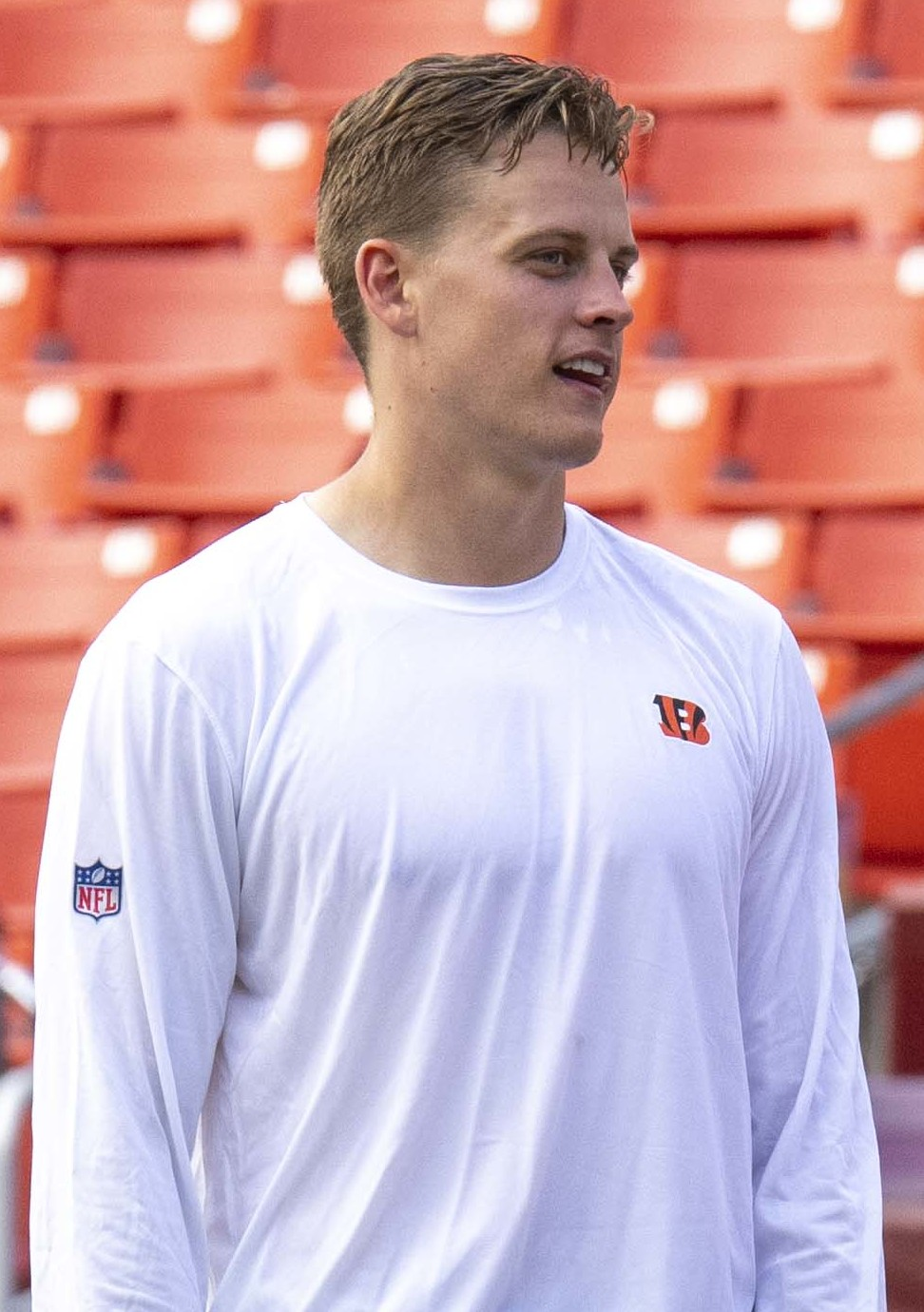
Joe Burrow, Starting-Quarterback der Cincinnati Bengals

Vor Saisonbeginn wurden den Bengals kaum Chancen auf einen Einzug in den Super Bowl zugerechnet, nachdem sie in der Vorsaison in 16 Spielen bei elf Niederlagen und einem Unentschieden lediglich viermal gewonnen hatten und 2019 mit 2–14 die schlechteste Bilanz der Liga hatten, womit der 2019 eingestellte Head Coach Zac Taylor von seinen ersten 32 Spielen mit Cincinnati 25 verloren hatte. Im NFL Draft 2020 hatten die Bengals mit Joe Burrow als First-Overall-Pick einen vielversprechenden jungen Quarterback verpflichten können, der allerdings von einem Kreuzbandriss zurückkam, den er sich in seiner Rookiesaison zugezogen hatte. In der Saison 2021 profitierten die Bengals jedoch sowohl von besserem Spiel ihres wieder genesenen Quarterbacks als auch mehreren Neuverpflichtungen, mit denen man sich verstärken konnte. Im NFL Draft 2021 wählten die Bengals in der ersten Runde Wide Receiver Ja’Marr Chase, der bereits am College mit Burrow zusammen für die LSU Tigers gespielt hatte. Chase wurde 2021 einer der besten Passempfänger der Saison und stellte neue Rekorde für die meisten erzielten Yards Raumgewinn sowohl in der Regular Season (1455) als auch in den Play-offs für einen Wide Receiver in seinem ersten NFL-Jahr auf. Zudem konnte man sich in der Defensive neben mehreren Ergänzungs- und Stammspielern mit Defensive End Trey Hendrickson verstärken, der mit 14 Sacks den fünftbesten Wert in der Liga verzeichnete. Des Weiteren erzielte der in der fünften Runde des Drafts 2021 gewählte Kicker Evan McPherson mehrere siegbringende Field Goals, insbesondere in den Play-offs.
Die Bengals standen nach einem 34:31-Sieg gegen die Kansas City Chiefs am 17. Spieltag, bei dem Burrow und Chase mit überzeugenden Offensivleistungen jeweils neue Franchiserekorde aufstellten, als Sieger der AFC North fest und zogen damit erstmals seit 2015 in die Play-offs ein. In der Wild-Card-Runde der Play-offs trafen die Bengals auf die Las Vegas Raiders und konnten die Partie mit 26:19 knapp für sich entscheiden. Damit gewann Cincinnati zum ersten Mal seit 31 Jahren ein Spiel in den Play-offs. Der letzte Sieg gelang dem Team zuvor am 6. Januar 1991 gegen die Houston Oilers, seitdem war man jedes Mal in der ersten Runde gescheitert. In der Divisional Round standen die Bengals die topgesetzten Tennessee Titans gegenüber. Cincinnati führte über weite Strecken des Spiels, allerdings konnte Tennessee kurz vor Ende des dritten Viertels ausgleichen und waren kurz vor Ablauf der regulären Spielzeit in Ballbesitz, womit sie Chancen auf den Sieg hatten. Linebacker Logan Wilson konnte jedoch 20 Sekunden vor Schluss einen Pass von Titans-Quarterback Ryan Tannehill auf Nick Westbrook-Ikhine abfangen, der von Cornerback Eli Apple abgefälscht worden war. Nach einem Pass von Burrow auf Chase für 19 Yards Raumgewinn konnte Kicker Evan McPherson aus 52 Yards das entscheidende Field Goal zum 19:16-Sieg erzielen. Im AFC Championship Game spielten die Bengals gegen die Kansas City Chiefs, die die AFC in den beiden Vorsaisons gewonnen hatten. Cincinnati startete schwach in die Partie und geriet mit 3:21 in Rückstand, konnte aber in der zweiten Hälfte ausgleichen und schließlich mit 24:21 in Führung gehen. Kansas City besaß nach einer langen Angriffsserie im letzten Viertel die Gelegenheit, mit einem Touchdown zu gewinnen, konnte aber letztlich mit einem Field Goal zum Ende der regulären Spielzeit nur ausgleichen, wodurch das Spiel in die Overtime ging. Nach gewonnenem Münzwurf bekamen die Chiefs zuerst den Ball, allerdings konnte Safety Jessie Bates einen langen Pass von Chiefs-Quarterback Patrick Mahomes zu einer Interception in die Hände seines Teamkollegen Vonn Bell ablenken, wodurch die Bengals in guter Feldposition in Ballbesitz kamen. Daraufhin kam Cincinnati in Field-Goal-Reichweite und gewann durch ein Field Goal von McPherson aus 31 Yards mit 27:24, womit Cincinnati zum dritten Mal den Super Bowl erreichte.

### Los Angeles Rams
| NFC West            | NFC West | NFC West | NFC West | NFC West | NFC West | NFC West | NFC West | NFC West | NFC West | NFC West |
| Team                | S        | N        | U        | SQ       | P+       | P−       | Diff.    | DIV      | CONF     | Serie    |
| ------------------- | -------- | -------- | -------- | -------- | -------- | -------- | -------- | -------- | -------- | -------- |
| Los Angeles Rams    | 12       | 5        | 0        | 0,706    | 460      | 372      | +88      | 3–3      | 8–4      | 1N       |
| Arizona Cardinals   | 11       | 6        | 0        | 0,647    | 449      | 366      | +83      | 4–2      | 7–5      | 1N       |
| San Francisco 49ers | 10       | 7        | 0        | 0,588    | 427      | 365      | +62      | 2–4      | 7–5      | 2S       |
| Seattle Seahawks    | 7        | 10       | 0        | 0,412    | 395      | 366      | +29      | 3–3      | 4–8      | 2S       |

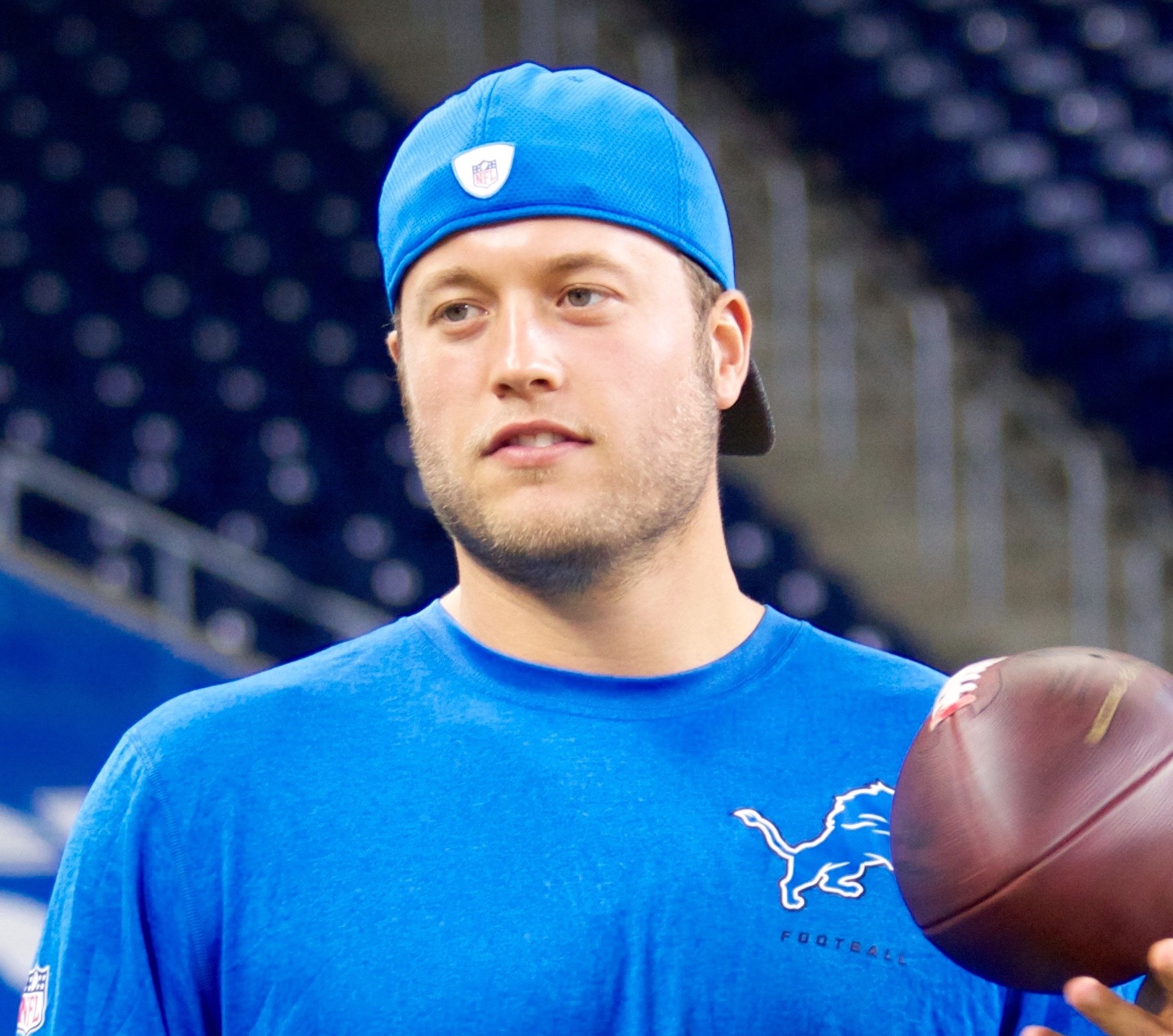
Matthew Stafford, Starting-Quarterback der Los Angeles Rams (2016)

Die Rams zählten im Gegensatz zu den Bengals bereits in den Vorjahren zu den erfolgreicheren Teams der Liga. Unter Head Coach Sean McVay beendete man seit 2017 jede Saison mit einer positiven Bilanz und zog in drei von vier Spielzeiten in die Play-offs ein. In der Saison 2020 erreichten die Rams eine Bilanz von 10–6, in der Divisional Round der Play-offs verloren sie gegen die Green Bay Packers. Infolge der 3:13-Niederlage im Super Bowl LIII der Saison 2018 gegen die New England Patriots, in der vor allem die Offense der Rams blass geblieben war, und zwei schwächeren Saisons ihres Quarterbacks Jared Goff entschlossen die Rams sich vor Beginn der Saison 2021 zur Verpflichtung eines neuen Spielmachers. Sie holten Matthew Stafford von den Detroit Lions per Trade und gaben im Gegenzug einen Drittrundenpick 2021, zwei Erstrundenpicks 2022 und 2023 sowie ihren bisherigen Quarterback Goff nach Detroit ab. Neben der Verpflichtung von Stafford verstärkten sich die Rams 2020 und 2021 vor allem mit einigen weiteren Trades, für die sie zukünftiges Draftkapital aufgaben. In der Saison 2020 gab man zwei Erstrundenpicks für Cornerback Jalen Ramsey von den Jacksonville Jaguars ab, darüber hinaus holte man 2021 Runningback Sony Michel für einen Viertrundenpick von den New England Patriots sowie Edge Rusher Von Miller für einen Zweit- und einen Drittrundenpick von den Denver Broncos. Mit Aaron Donald besaßen die Rams seit Jahren einen der besten Defensivspieler der Liga; einer der wenigen weiteren Schlüsselspieler, die die Rams selbst im Draft gewählt hatten, war Wide Receiver Cooper Kupp, der 2021 die bis dahin mit Abstand beste Saison seiner Karriere spielte und die Liga in gefangenen Pässen, erzielten Yards Raumgewinn und gefangenen Touchdowns anführte, womit er als vierter Spieler der NFL-Geschichte die Triple Crown gewann. Zudem stand mit dem langjährigen Bengals-Spieler Andrew Whitworth der erfahrenste Offensive Lineman der Liga im Kader der Rams. Während der Saison konnte Los Angeles sich mit dem von den Cleveland Browns entlassenen Receiver Odell Beckham Jr. verstärken, für die Play-offs konnte man zudem Safety Eric Weddle aus dem Ruhestand zurückholen.
Mit einer Bilanz von 12–5 gewannen die Rams dank einer gleichzeitigen Niederlage der Arizona Cardinals die NFC West. In der ersten Runde der Play-offs traf man auf Arizona, die sich als bestes Wild-Card-Team ebenfalls für die Play-offs qualifiziert hatten. Dabei gelang den Rams ein ungefährdeter 34:11-Sieg. In der Divisional Round traf Los Angeles auf die Tampa Bay Buccaneers, den Vorjahressieger. Die Rams gingen mit einer komfortablen 20:3-Führung die Halbzeit und erhöhten zu Beginn der zweiten Hälfte auf 27:3, ermöglichten es den Buccaneers aber durch mehrere Fehler, in das Spiel zurückzukommen und 42 Sekunden vor Ende der Partie zum 27:27 auszugleichen. Obwohl Los Angeles keine Auszeiten mehr zur Verfügung hatte, gelangte man kurz vor Ablauf der Spielzeit durch einen Pass von Stafford auf Kupp für 44 Yards in Field-Goal-Reichweite, woraufhin Matt Gay mit dem Auslaufen der Uhr das Field Goal zum 30:27-Sieg verwandelte. Das NFC Championship Game bestritten die Rams in ihrem eigenen Stadion gegen die San Francisco 49ers, die zuvor die topgesetzten Green Bay Packers ausgeschaltet hatten. Die Rams gerieten mit 7:17 in Rückstand, konnten das Spiel jedoch im vierten Viertel drehen und gewannen mit 20:17, wodurch sie in den Super Bowl einzogen.

### Play-offs
Die Play-offs begannen am 15. Januar 2022. In der ersten Runde hatte in jeder Conference lediglich der Divisionssieger mit der besten Bilanz spielfrei. Die anderen drei Divisionssieger traten in der Wild Card Round gegen die drei besten der übrigen Teams an. Diese Runde wurde in dieser Saison zum ersten Mal an drei Tagen ausgetragen.
| Setzliste der Playoffs | Setzliste der Playoffs | Setzliste der Playoffs | Setzliste der Playoffs | Setzliste der Playoffs |
| Pos.                   | AFC                    | AFC                    | NFC                    | NFC                    |
| ---------------------- | ---------------------- | ---------------------- | ---------------------- | ---------------------- |
| 1                      | Tennessee Titans       | Sieger South           | Green Bay Packers      | Sieger North           |
| 2                      | Kansas City Chiefs     | Sieger West            | Tampa Bay Buccaneers   | Sieger South           |
| 3                      | Buffalo Bills          | Sieger East            | Dallas Cowboys         | Sieger East            |
| 4                      | Cincinnati Bengals     | Sieger North           | Los Angeles Rams       | Sieger West            |
| 5                      | Las Vegas Raiders      | West                   | Arizona Cardinals      | West                   |
| 6                      | New England Patriots   | East                   | San Francisco 49ers    | West                   |
| 7                      | Pittsburgh Steelers    | North                  | Philadelphia Eagles    | East                   |

|  |                                  |                             |                             |           |             |                                  |                                  |                                  |                              |                  |                          |                          |                          |         |            |            |            |            |
|  | Wild Card Round                  | Wild Card Round             | Wild Card Round             |           |             | Divisional Round                 | Divisional Round                 | Divisional Round                 |                              |                  | Conference Championships | Conference Championships | Conference Championships |         |            | Super Bowl | Super Bowl | Super Bowl |
|  | Wild Card Round                  | Wild Card Round             | Wild Card Round             |           |             | Divisional Round                 | Divisional Round                 | Divisional Round                 |                              |                  | Conference Championships | Conference Championships | Conference Championships |         |            | Super Bowl | Super Bowl | Super Bowl |
|  |                                  |                             |                             |           |             |                                  |                                  |                                  |                              |                  |                          |                          |                          |         |            |            |            |            |
|  | 16. Jan. – Arrowhead Stadium     |                             |                             |           |             |                                  |                                  |                                  |                              |                  |                          |                          |                          |         |            |            |            |            |
|  |                                  |                             |                             |           |             |                                  |                                  |                                  |                              |                  |                          |                          |                          |         |            |            |            |            |
|  | 2                                | Kansas City                 | 42                          |           |             |                                  |                                  |                                  |                              |                  |                          |                          |                          |         |            |            |            |            |
|  | 2                                | Kansas City                 | 42                          |           |             |                                  |                                  |                                  |                              |                  |                          |                          |                          |         |            |            |            |            |
|  | 7                                | Pittsburgh                  | 21                          |           |             | 23. Jan. – Arrowhead Stadium     | 23. Jan. – Arrowhead Stadium     | 23. Jan. – Arrowhead Stadium     |                              |                  |                          |                          |                          |         |            |            |            |            |
|  | 7                                | Pittsburgh                  | 21                          |           |             | 23. Jan. – Arrowhead Stadium     | 23. Jan. – Arrowhead Stadium     | 23. Jan. – Arrowhead Stadium     |                              |                  |                          |                          |                          |         |            |            |            |            |
|  |                                  |                             |                             | 2         | Kansas City | 1421                             |                                  |                                  |                              |                  |                          |                          |                          |         |            |            |            |            |
|  |                                  |                             |                             | 2         | Kansas City | 1421                             |                                  |                                  |                              |                  |                          |                          |                          |         |            |            |            |            |
|  | 15. Jan. – Highmark Stadium      | 15. Jan. – Highmark Stadium | 15. Jan. – Highmark Stadium |           |             | 3                                | Buffalo                          | 36                               |                              |                  |                          |                          |                          |         |            |            |            |            |
|  | 15. Jan. – Highmark Stadium      | 15. Jan. – Highmark Stadium | 15. Jan. – Highmark Stadium |           |             | 3                                | Buffalo                          | 36                               |                              |                  |                          |                          |                          |         |            |            |            |            |
|  | 3                                | Buffalo                     | 47                          |           |             |                                  | 30. Jan. – Arrowhead Stadium     | 30. Jan. – Arrowhead Stadium     | 30. Jan. – Arrowhead Stadium |                  |                          |                          |                          |         |            |            |            |            |
|  | 3                                | Buffalo                     | 47                          |           |             |                                  | 30. Jan. – Arrowhead Stadium     | 30. Jan. – Arrowhead Stadium     | 30. Jan. – Arrowhead Stadium |                  |                          |                          |                          |         |            |            |            |            |
|  | 6                                | New England                 | 17                          |           |             |                                  |                                  |                                  | 2                            | Kansas City      | 24                       |                          |                          |         |            |            |            |            |
|  | 6                                | New England                 | 17                          |           |             |                                  |                                  |                                  | 2                            | Kansas City      | 24                       |                          |                          |         |            |            |            |            |
|  |                                  |                             |                             |           |             |                                  |                                  |                                  |                              |                  | 4                        | Cincinnati               | 1271                     |         |            |            |            |            |
|  |                                  |                             |                             |           |             |                                  |                                  |                                  |                              |                  | 4                        | Cincinnati               | 1271                     |         |            |            |            |            |
|  |                                  |                             |                             |           |             | 22. Jan. – Nissan Stadium        | 22. Jan. – Nissan Stadium        | 22. Jan. – Nissan Stadium        | AFC Championship             | AFC Championship | AFC Championship         |                          |                          |         |            |            |            |            |
|  | 15. Jan. – Paul Brown Stadium    |                             |                             |           |             | 22. Jan. – Nissan Stadium        | 22. Jan. – Nissan Stadium        | 22. Jan. – Nissan Stadium        | AFC Championship             | AFC Championship | AFC Championship         |                          |                          |         |            |            |            |            |
|  |                                  |                             | 1                           | Tennessee | 16          |                                  |                                  |                                  |                              |                  |                          |                          |                          |         |            |            |            |            |
|  | 4                                | Cincinnati                  | 1                           | Tennessee | 16          | 26                               |                                  |                                  |                              |                  |                          |                          |                          |         |            |            |            |            |
|  | 4                                | Cincinnati                  |                             |           | 4           | 26                               | Cincinnati                       | 19                               |                              |                  |                          |                          |                          |         |            |            |            |            |
|  | 5                                | Las Vegas                   | 19                          |           |             |                                  |                                  | 19                               |                              |                  |                          |                          |                          |         |            |            |            |            |
|  | 5                                | Las Vegas                   | 19                          |           |             |                                  |                                  |                                  |                              |                  | 13. Feb. – SoFi Stadium  |                          |                          |         |            |            |            |            |
|  |                                  |                             |                             |           |             |                                  |                                  |                                  |                              |                  |                          |                          |                          |         |            |            |            |            |
|  |                                  |                             |                             |           |             |                                  |                                  |                                  |                              |                  |                          |                          |                          | A4      | Cincinnati | 20         |            |            |
|  | 16. Jan. – Raymond James Stadium |                             |                             |           |             |                                  |                                  |                                  |                              |                  |                          |                          |                          | A4      | Cincinnati | 20         |            |            |
|  |                                  |                             |                             |           |             |                                  |                                  |                                  |                              |                  |                          |                          | N4                       | LA Rams | 23         |            |            |            |
|  | 2                                | Tampa Bay                   | 31                          |           |             |                                  |                                  |                                  |                              |                  |                          |                          |                          | LA Rams | 23         |            |            |            |
|  | 2                                | Tampa Bay                   | 31                          |           |             |                                  |                                  |                                  |                              |                  | Super Bowl LVI           |                          |                          |         |            |            |            |            |
|  | 7                                | Philadelphia                | 15                          |           |             | 23. Jan. – Raymond James Stadium | 23. Jan. – Raymond James Stadium | 23. Jan. – Raymond James Stadium |                              |                  |                          |                          |                          |         |            |            |            |            |
|  | 7                                | Philadelphia                | 15                          |           |             | 23. Jan. – Raymond James Stadium | 23. Jan. – Raymond James Stadium | 23. Jan. – Raymond James Stadium |                              |                  |                          |                          |                          |         |            |            |            |            |
|  |                                  |                             |                             | 2         | Tampa Bay   | 27                               |                                  |                                  |                              |                  |                          |                          |                          |         |            |            |            |            |
|  |                                  |                             |                             | 2         | Tampa Bay   | 27                               |                                  |                                  |                              |                  |                          |                          |                          |         |            |            |            |            |
|  | 17. Jan. – SoFi Stadium          | 17. Jan. – SoFi Stadium     | 17. Jan. – SoFi Stadium     |           |             | 4                                | LA Rams                          | 30                               |                              |                  |                          |                          |                          |         |            |            |            |            |
|  | 17. Jan. – SoFi Stadium          | 17. Jan. – SoFi Stadium     | 17. Jan. – SoFi Stadium     |           |             | 4                                | LA Rams                          | 30                               |                              |                  |                          |                          |                          |         |            |            |            |            |
|  | 4                                | LA Rams                     | 34                          |           |             |                                  | 30. Jan. – SoFi Stadium          | 30. Jan. – SoFi Stadium          | 30. Jan. – SoFi Stadium      |                  |                          |                          |                          |         |            |            |            |            |
|  | 4                                | LA Rams                     | 34                          |           |             |                                  | 30. Jan. – SoFi Stadium          | 30. Jan. – SoFi Stadium          | 30. Jan. – SoFi Stadium      |                  |                          |                          |                          |         |            |            |            |            |
|  | 5                                | Arizona                     | 11                          |           |             |                                  |                                  |                                  | 4                            | LA Rams          | 20                       |                          |                          |         |            |            |            |            |
|  | 5                                | Arizona                     | 11                          |           |             |                                  |                                  |                                  | 4                            | LA Rams          | 20                       |                          |                          |         |            |            |            |            |
|  |                                  |                             |                             |           |             |                                  |                                  |                                  |                              |                  | 6                        | San Francisco            | 17                       |         |            |            |            |            |
|  |                                  |                             |                             |           |             |                                  |                                  |                                  |                              |                  | 6                        | San Francisco            | 17                       |         |            |            |            |            |
|  |                                  |                             |                             |           |             | 22. Jan. – Lambeau Field         | 22. Jan. – Lambeau Field         | 22. Jan. – Lambeau Field         | NFC Championship             | NFC Championship | NFC Championship         |                          |                          |         |            |            |            |            |
|  | 16. Jan. – AT&T Stadium          |                             |                             |           |             | 22. Jan. – Lambeau Field         | 22. Jan. – Lambeau Field         | 22. Jan. – Lambeau Field         | NFC Championship             | NFC Championship | NFC Championship         |                          |                          |         |            |            |            |            |
|  |                                  |                             | 1                           | Green Bay | 10          |                                  |                                  |                                  |                              |                  |                          |                          |                          |         |            |            |            |            |
|  | 3                                | Dallas                      | 1                           | Green Bay | 10          | 17                               |                                  |                                  |                              |                  |                          |                          |                          |         |            |            |            |            |
|  | 3                                | Dallas                      |                             |           | 6           | 17                               | San Francisco                    | 13                               |                              |                  |                          |                          |                          |         |            |            |            |            |
|  | 6                                | San Francisco               | 23                          |           |             |                                  |                                  | 13                               |                              |                  |                          |                          |                          |         |            |            |            |            |
|  | 6                                | San Francisco               | 23                          |           |             |                                  |                                  |                                  |                              |                  |                          |                          |                          |         |            |            |            |            |

| 1 | nach Verlängerung |

## Startaufstellung

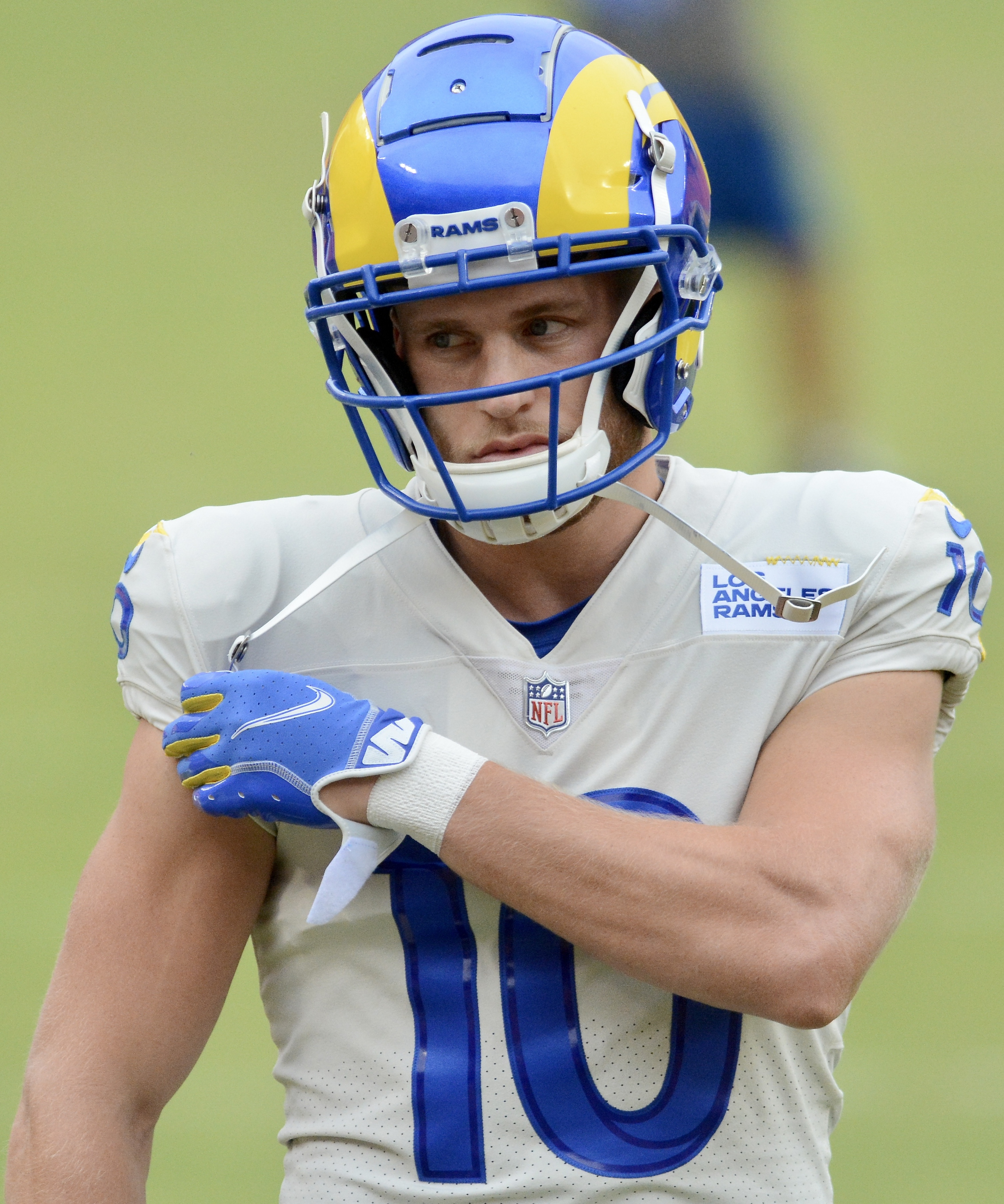
Cooper Kupp, Wide Receiver der Los Angeles Rams und Super Bowl MVP

Die Startaufstellungen der beiden Mannschaften sahen wie folgt aus:
| Los Angeles       | Position | Cincinnati       |
| ----------------- | -------- | ---------------- |
| Offense           |          |                  |
| Kendall Blanton   | TE       | C. J. Uzomah     |
| Andrew Whitworth  | LT       | Jonah Williams   |
| David Edwards     | LG       | Quinton Spain    |
| Brian Allen       | C        | Trey Hopkins     |
| Austin Corbett    | RG       | Hakeem Adeniji   |
| Rob Havenstein    | RT       | Isaiah Prince    |
| Cooper Kupp       | WR       | Ja’Marr Chase    |
| Odell Beckham Jr. | WR       | Tee Higgins      |
| Van Jefferson     | WR       | Tyler Boyd       |
| Matthew Stafford  | QB       | Joe Burrow       |
| Cam Akers         | RB       | Joe Mixon        |
| Defense           |          |                  |
| A'Shawn Robinson  | DE/LDE   | Sam Hubbard      |
| Greg Gaines       | NT       | D. J. Reader     |
| Aaron Donald      | DT       | B. J. Hill       |
| Von Miller        | OLB/RDE  | Trey Hendrickson |
| Leonard Floyd     | OLB/LB   | Logan Wilson     |
| Ernest Jones      | ILB/LB   | Germaine Pratt   |
| Darious Williams  | LCB/NCB  | Mike Hilton      |
| Jalen Ramsey      | RCB/CB   | Eli Apple        |
| David Long        | CB       | Chidobe Awuzie   |
| Eric Weddle       | FS/S     | Vonn Bell        |
| Nick Scott        | SS/S     | Jessie Bates III |

## Spielzusammenfassung

### 1. Hälfte
Die Cincinnati Bengals gewannen den Münzwurf und entschieden sich, den Los Angeles Rams das erste Angriffsrecht zu überlassen, um in der zweiten Hälfte als erstes Team in Ballbesitz zu kommen. Die Rams erreichten einen neuen Versuch, schafften aber nach einem Sack von Trey Hendrickson kein weiteres First Down, sodass sie den Ballbesitz mit einem Punt an die Bengals abgaben. Cincinnati bekam den Ball kurz vor der Mittellinie, erreichte aber keinen neuen ersten Versuch und verloren den Ball nach einem erfolglosen Versuch bei 4th Down & 1 durch ein Turnover on Downs. Daraufhin erzielten die Rams mit einem Pass von Matthew Stafford auf Odell Beckham Jr. für 17 Yards den ersten Touchdown der Partie und ging nach erfolgreichem  Point after Touchdown von Matt Gay mit 7:0 in Führung. Nach zwei erfolglosen Angriffsserien beider Teams, in denen jeweils kein First Down erzielt wurde, drangen die Bengals nach einem Pass von Joe Burrow auf Ja’Marr Chase in die gegnerische Hälfte vor. Dabei erzielte sie aber nur ein Field Goal von Evan McPherson aus 29 Yards und verkürzten damit kurz vor dem Ende des ersten Viertels auf 7:3.
Los Angeles konnte im folgenden Drive mit zwei langen Pässen von Stafford auf Beckham für 35 Yards sowie auf Darrell Henderson für 25 Yards schnell großen Raumgewinn erzielen und erhöhte mit einem Pass für 11 Yards von Stafford auf Cooper Kupp auf 13:3. Der anschließende Extrapunkt scheiterte, da Holder Johnny Hekker den Ball fallen ließ. Im Anschluss gelang auch den Bengals ein langer Drive, den sie mit einem Trickspielzug abschlossen, bei dem Runningback Joe Mixon einen Touchdownpass zu Tee Higgins warf. Nach erfolgreichem Extrapunkt von McPherson stand es 13:10. In der nächsten Angriffsserie der Rams zog Wide Receiver Beckham sich ohne Fremdeinwirkung einen Kreuzbandriss zu und fiel daher für den Rest des Spiels aus. Los Angeles kam bis kurz hinter die Mittellinie, verlor den Ball aber anschließend, als Bengals-Safety Jessie Bates einen tiefen Pass von Stafford auf Van Jefferson in der Endzone abfangen konnte (Interception). Die nächste Serie der Bengals startete an der 10-Yards-Linie, da Cornerback Vernon Hargreaves, der verletzt war und nicht im Kader stand, auf das Feld lief, um die Interception zu feiern, wofür die Bengals mit 10 Yards Raumverlust bestraft wurden. Der Drive der Bengals endete ohne Punkte und Los Angeles erhielt den Ball zurück, konnte aber ebenfalls keine Punkte mehr erzielen, woraufhin das Spiel 13:10 in die Halbzeit ging.

### 2. Hälfte
Nach der Halbzeit drehte Cincinnati mit dem ersten offensiven Spielzug die Partie und ging durch einen Pass von Burrow auf Higgins für 75 Yards mit 17:13 in Führung. Dabei griff Higgins dem Rams-Cornerback Jalen Ramsey unerlaubterweise ins Gesichtsgitter, was eine Strafe gegen die Bengals verursacht und den Spielzug ungültig gemacht hätte, allerdings von den Schiedsrichtern übersehen wurde. Die Rams verloren bei ihrem nächsten Ballbesitz im ersten Spielzug den Ball, als Chidobe Awuzie einen Pass von Stafford auf Ben Skowronek, der als Ersatz für Beckham spielte, abfangen konnte. Damit bekam Cincinnati den Ball an der gegnerischen 31-Yards-Linie, musste sich aber letztlich mit einem Field Goal von McPherson aus 38 Yards begnügen, das den Spielstand auf 13:20 erhöhte. Auch Los Angeles erzielte im nächsten Drive ein Field Goal und verkürzte den Rückstand auf 16:20.
Anschließend prägten vor allem die beiden Defensivreihen das Spiel, sodass die nächsten sieben Drives ohne Punkte endeten. Zudem mussten sowohl Stafford als auch Burrow mehrere Sacks einstecken und waren zwischenzeitlich angeschlagen. Schließlich gelang den Rams im vierten Viertel, vor allem durch Pässe auf Cooper Kupp, eine lange Angriffsserie und schlossen diese mit einem 1-Yard-Pass von Stafford auf Kupp zu einem Touchdown ab, womit sie das Spiel mit noch 85 Sekunden auf der Uhr drehten und mit 23:20 in Führung gingen. Cincinnati besaß damit noch die Möglichkeit, durch ein Field Goal auszugleichen oder mit einem Touchdown zu gewinnen. Allerdings gelang den Bengals an der 49-Yards-Linie der Rams bei 2nd & 1 in drei Versuchen vor allem wegen Defensive Tackle Aaron Donald kein weiteres Yard Raumgewinn, sodass sie den Ball durch Turnover on Downs verloren und die Rams die verbleibende Zeit herunterlaufen lassen konnten.

### Statistiken
Wide Receiver Cooper Kupp von den Rams fing acht Pässe für 92 Yards sowie zwei Touchdownpässe und wurde zum Super Bowl MVP gewählt. Die Rams gewannen als zweites Heimteam nach den Tampa Bay Buccaneers den Super Bowl und Head Coach Sean McVay gewann als jüngster Head Coach den Titel. Bengals-Quarterback Joe Burrow wurde siebenmal gesackt, so oft wie vor ihm lediglich Roger Staubach im Super Bowl X.

## Punkteübersicht
| Quarter | Spielzeit | Spielzug (Drive)  | Spielzug (Drive) | Spielzug (Drive)       | Team    | Informationen zum Punktgewinn                                                                                             | Punkte | Punkte  |
| Quarter | Spielzeit | Spielzüge (plays) | Raumgewinn       | Dauer des Ballbesitzes | Team    | Informationen zum Punktgewinn                                                                                             | Rams   | Bengals |
| ------- | --------- | ----------------- | ---------------- | ---------------------- | ------- | --- | ------ | ------- |
| 1       | 6:22      | 6 plays           | 50 Yards         | 3:35                   | Rams    | Odell Beckham Jr. mit einem 17-Yards-Touchdown nach Zuspiel von Matthew Stafford; PAT erfolgreich verwandelt von Matt Gay | 7      | 0       |
| 1       | 0:28      | 6 plays           | 59 Yards         | 1:41                   | Bengals | Field Goal aus 29 Yards von Evan McPherson                                                                                | 7      | 3       |
| 2       | 12:51     | 6 plays           | 75 Yards         | 2:37                   | Rams    | Cooper Kupp mit einem 11-Yards-Touchdown; Two-Point-Conversion gescheitert                                                | 13     | 3       |
| 2       | 5:47      | 12 plays          | 75 Yards         | 7:04                   | Bengals | Tee Higgins mit einem 6-Yards-Touchdown nach Zuspiel von Joe Mixon; PAT erfolgreich verwandelt von McPherson              | 13     | 10      |
| 3       | 14:48     | 1 play            | 75 Yards         | 0:12                   | Bengals | Higgins mit einem 75-Yards-Touchdown nach Zuspiel von Joe Burrow; PAT erfolgreich verwandelt von McPherson                | 13     | 17      |
| 3       | 10:15     | 8 plays           | 11 Yards         | 4:23                   | Bengals | Field Goal aus 38 Yards von McPherson                                                                                     | 13     | 20      |
| 3       | 5:58      | 10 plays          | 52 Yards         | 4:17                   | Rams    | Field Goal aus 41 Yards von Gay                                                                                           | 16     | 20      |
| 4       | 1:25      | 15 plays          | 79 Yards         | 4:48                   | Rams    | Kupp mit einem 1-Yard-Touchdown nach Zuspiel von Stafford; PAT erfolgreich verwandelt von Gay                             | 23     | 20      |

## TV-Übertragung
In den Vereinigten Staaten wurde der Super Bowl LVI von NBC übertragen. Eigentlich wäre CBS gemäß dem jährlichen Wechsel an der Reihe gewesen. Aber NBC hatte mit CBS die Übertragungsrechte 2021 getauscht. Der Grund waren die Olympischen Winterspiele 2022 in Peking, die die NBC nun im selben Jahr wie den Super Bowl zeigen konnte.
Im deutschsprachigen Raum übertrugen der deutsche Sender ProSieben und der österreichische Sender Puls 4 den Super Bowl LVI. Darüber hinaus zeigte der Streamingdienst DAZN das Spiel mit deutschem Kommentar und dem US-Originalkommentar.
Außerdem bot die NFL den Super Bowl LVI auf ihrer eigenen Streamingplattform an, dem NFL Gamepass – auch hier wahlweise mit deutschem Kommentar oder im US-Original.

## Halbzeitshow
Im Oktober 2021 wurde bekanntgegeben, dass Dr. Dre, Eminem, Snoop Dogg, Mary J. Blige und Kendrick Lamar in der Halbzeitshow auftreten werden. Als Überraschungsgast trat zusätzlich 50 Cent auf.